# Donde comienza la tristeza
Donde comienza la tristeza es una telenovela mexicana que se transmitió por el Canal 4 de Telesistema Mexicano hoy Televisa en 1960, con episodios de 30 minutos de duración. Obra original y adaptación de Raúl Astor.

## Elenco
- Rita Macedo
- Carlos Cores
- Jesús Valero

## Producción
- Historia Original: Raúl Astor
- Adaptación: Raúl Astor
- Director general: Rafael Banquells
- Producción: Telesistema Mexicano

## Datos a resaltar
- La telenovela está grabada en blanco y negro.
- Estuvo bajo la producción de Telesistema Mexicano.

- Datos: Q5813383